# 穆特朗根
穆特朗根是德国巴登-符腾堡州的一个市镇。总面积8.78平方公里，总人口6564人，其中男性3186人，女性3378人（2011年12月31日），人口密度748人/平方公里。